# توماس سی. پاور
توماس سی. پاور (به انگلیسی: Thomas Charles Power) سناتور سابق عضو حزب جمهوری‌خواه ایالات متحده آمریکا بود. وی در سال ۱۸۹۰ تا ۱۸۹۵ میلادی سناتور ایالت مونتانا در سنای ایالات متحده آمریکا بود.